# Liste d'incidents hostiles à la frontière avec l'Argentine
Cet article dresse la liste d'incidents hostiles survenus à la frontière avec l'Argentine. Les événements ayant eu lieu pendant la guerre des Malouines de 1982 ont été délibérément exclus.

## Années 1950
- 9 juin 1958 : la Marine argentine bombarde et détruit un phare chilien sur l'îlot Snipe, un îlot inhabité du canal Beagle, pendant l'incident de l'îlot Snipe.

## Années 1960

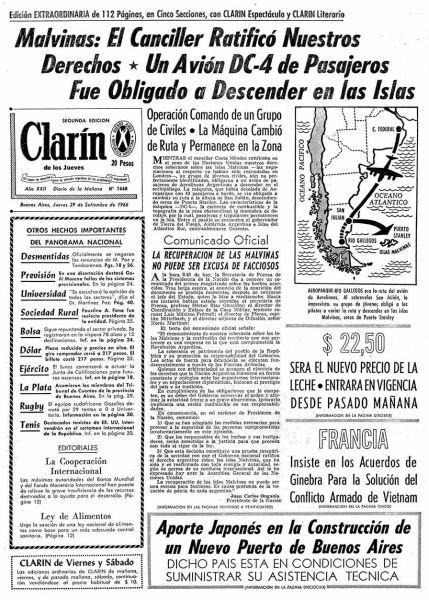
Édition spéciale du journal argentin Clarín du 29 novembre 1966. Le gouvernement argentin considère l'acte comme « séditieux » (faccioso), mais en 2014 ses auteurs sont réhabilités par le gouvernement de Cristina Fernández de Kirchner.

- 6 novembre 1965 : la Gendarmerie nationale argentine abat le lieutenant Hernán Merino Correa des Carabineros de Chile pendant l'incident de Laguna del Desierto ;
- 28 septembre 1966 : 20 jeunes Argentins d'extrême-gauche détournent un avion d'Aerolineas Argentinas et contraignent le pilote à atterrir à Port Stanley, sur les îles Malouines. Des malouins sont pris en otage[1]. Le détournement est connu sous le nom d'opération Condor ;
- Octobre 1966 : un groupe des forces spéciales navales argentines conduit un débarquement secret sur les îles Malouines depuis le sous-marin ARA Santiago del Estero (S-12)[2] ;
- 29 novembre 1967 : le torpilleur chilien Quidora (PTF-82) est bombardé par la Marine argentine depuis Ushuaïa.

## Années 1970
- 4 février 1976 : le destroyer argentin ARA Almirante Storni effectue des tirs de sommation en direction du RRS Shackleton[3]
- 3 et 4 octobre 1977 : la Marine argentine bombarde et capture le chalutier russe Prokopyevsk et les chalutiers bulgares Ofelia et Aurelia au large de Puerto Madryn. Trois marins argentins meurent noyés et un marin bulgare est blessé[4],[5] ;

## Années 1980
- 19 octobre 1984 : selon le Ministère de la Défense chilien, l'Armée argentine tire huit obus en direction d'un phare chilien situé à Punta Gusanos, près de Puerto Williams[6],[7] ;
- 28 mai 1986 : le patrouilleur argentin de la classe Mantilla Prefecto Derbes bombarde et coule le chalutier taïwanais Chian-der 3 (en). Deux marins taïwanais sont tués, quatre autres sont blessés.

## Années 1990
- 5 juillet 1991 : le chalutier britannique Pict, qui faisait partie du Groupe expéditionnaire britannique pendant la guerre des Malouines en tant que dragueur de mines auxiliaire[8], est capturé par le patrouilleur ARA Azopardo, de la Préfecture navale argentine[9].
- 1995 : selon des rapports britanniques, la corvette argentine ARA Granville harcèle sept chalutiers et illumine le RFA Diligence avec son radar[10].

## Années 2000
- 5 février 2000 : la corvette argentine ARA Spiro bombarde et capture le chalutier taïwanais Hou Chun 101  au large du golfe San Jorge[11] ;
- 12 June 2002 : le patrouilleur Thompson, de la Préfecture navale argentine, bombarde et endommage le chalutier russe Odoyevsk au large de Puerto Madryn[12],[13],[14] ;
- 11 février 2004 : la corvette argentine ARA Drummond bombarde et coule le chalutier taïwanais Jim Chin Tsai au large de Comodoro Rivadavia[15] ;
- 15 mars 2004 : le brise-glace ARA Almirante Irízar entre à l'intérieur d'une aire marine protégée  sous la juridiction des îles Falkland et demande à d'autres navires de s'identifier[16] ;
- 20 février 2006 : le chalutier britannique John Cheek est capturé par le patrouilleur Prefecto Fique de la Préfecture navale argentine[9],[17].

## Note
Michael A. Morris déclare que le recours aux menaces et la force par l'Argentine pour défendre ses revendications contre Chili et le Royaume-Uni était « l'exception plutôt que la règle » et que certains des actes hostiles ou incidents armés ont probablement été le fait de commandants locaux zélés, et non le résultat d'une stratégie prédéfinie.